# Friedrich Carl Lehmann
Friedrich Karl Lehmann (27 de noviembre de 1850 - 23 de noviembre de 1903) fue un ingeniero de minas, y aficionado botánico y micólogo alemán.
Como cónsul de Alemania en Colombia, realizó exploraciones por Sudamérica, en búsqueda de especímenes de la flora
especialmente de las provincias de Ecuador, enviando material a los herbarios de Berlín, Dahlem, Kew, y San Petersburgo. Archivado el 29 de diciembre de 2008 en Wayback Machine.. En 1903 expediciona a Popayán (Colombia) y pasa por la mayoría de las provincias de Ecuador, en la búsqueda prioritaria de orquídeas. Archivado el 29 de diciembre de 2008 en Wayback Machine.

## Honores
En su honor se nombra a :
- Agrostis lehmannii
- Paspalum lehmanniana
- Pterygostachyum lehmannii
- Rodriguezia lehmannii Rchb.f. 1883

- La abreviatura «F.Lehm.» se emplea para indicar a Friedrich Carl Lehmann como autoridad en la descripción y clasificación científica de los vegetales.[1]